# Cephalopholis argus
Cephalopholis argus (Schneider, 1801) è un pesce osseo marino appartenente alla famiglia Serranidae.

## Distribuzione e habitat
C. argus è endemico dell'Indo-Pacifico tropicale dal mar Rosso e dalle coste dell'Africa orientale (a sud fino alla città sudafricana di Durban) alla Polinesia francese e all'isola di Pitcairn. Il limite settentrionale dell'areale si trova presso le isole giapponesi Ryūkyū e Ogasawara, a sud raggiunge l'Australia settentrionale e l'isola di Lord Howe. Appare più frequente nell'oceano Pacifico che nell'oceano Indiano; nel mar Rosso è raro
. È stato introdotto alle Hawaii nel 1956 dalle isole della Società allo scopo di favorire la pesca commerciale; si è acclimatato comportandosi come una specie invasiva e danneggiando le specie endemiche dell'arcipelago.
Il suo ambiente di vita comprende vari habitat legati alle barriere coralline, soprattutto le parti esterne esposte alle onde con acque chiare e abbondante crescita di madrepore. I giovanili sono comuni in zone con acque basse, scarso idrodinamismo e alta densità di coralli.
Si può trovare a profondità da 1 a 50 metri, di solito non oltre 15 metri.

## Descrizione
Ha l'aspetto tipico delle cernie, piuttosto slanciato, con testa grande. La pinna caudale è arrotondata, le pinne ventrali di piccole dimensioni. La pinna dorsale, unica, ha 9 raggi spiniformi e 15-17 raggi molli (di solito 16-17); la pinna anale ha 3 raggi spinosi e 9 molli. Il colore di fondo è solitamente bruno scuro con numerose piccole macchie blu bordate di nero sparse su tutto il corpo. Spesso vi sono 6-7 fasce verticali più chiare nella parte posteriore del corpo, non sempre ben distinte, e una macchia chiara sul petto sotto le pinne pettorali. La colorazione è abbastanza variabile come toni e contrasto.
Misura fino a 60 cm, di solito non oltre 40 cm; la taglia è variabile da una località all'altra.

## Biologia
Vive fino a 40 anni ma la longevità varia ampiamente secondo le località.

### Comportamento
Forma harem composti da un maschio dominante e diverse femmine. Il maschio dominante mostra territorialità: il territorio è suddiviso in porzioni ognuna delle quali occupata da una femmina. La dimensione del territorio dipende dalla taglia del maschio dominante. Talvolta solitario. Ha abitudini variabili nelle diverse località: nel mar Rosso. ad esempio, si nutre all'alba e al tramonto mentre nel Madagascar caccia di notte.

### Alimentazione
Basata su pesci di varie specie (ad esempio pesci chirurgo, pesci damigella, carangidi, labridi, etc.), secondariamente, si nutre anche di crostacei e anellidi.

### Riproduzione
È ermafrodita proterogino. Nelle Hawaii si riproduce da maggio a ottobre. La maturità sessuale viene raggiunta a oltre un anno di età e 20 cm di lunghezza.

## Pesca
È attivamente pescato in alcune zone con metodologie artigianali come lenze, fucile subacqueo e nasse ma in molte aree, tra le quali quasi tutte le isole del Pacifico, non è consumato perché provoca frequentemente la ciguatera. La specie è considerata pericolosa, ad esempio, nella Polinesia francese, nelle isole Marshall e anche nelle Hawaii dove, per ironia della sorte, è stato introdotto proprio per favorire la pesca. Si trova comunemente sul mercato ittico di Hong Kong.

## Conservazione
Si tratta di una specie abbondante in quasi tutto l'areale, con popolazioni stabili. In alcune piccole aree si hanno segni di sovrapesca molto limitati ma in vaste zone non viene consumato a causa del rischio di ciguatera. Per questi motivi la Lista rossa IUCN classifica questa specie come "a rischio minimo".